# Dipseudopsidae
Dipseudopsidae zijn een familie van schietmotten. De familie kent zeven geslachten.

## Taxonomie
- Onderfamilie Dipseudopsinae Ulmer, 1904
  - Geslacht Dipseudopsis Walker, 1852
  - Geslacht Limnoecetis G Marlier, 1955
  - Geslacht Protodipseudopsis Ulmer, 1909
- Onderfamilie Hyalopsychinae JA Lestage, 1925
  - Geslacht Hyalopsyche Ulmer, 1904
  - Geslacht Hyalopsychella Ulmer, 1930
  - Geslacht Phylocentropus Banks, 1907
- Onderfamilie Pseudoneureclipsinae Ulmer, 1951
  - Geslacht Pseudoneureclipsis Ulmer, 1913